# Coelogynopora schultzii
Coelogynopora schultzii är en plattmaskart som beskrevs av Meixner 1938. Coelogynopora schultzii ingår i släktet Coelogynopora och familjen Coelogynoporidae. Inga underarter finns listade i Catalogue of Life.